# Arrondissements de la Haute-Garonne

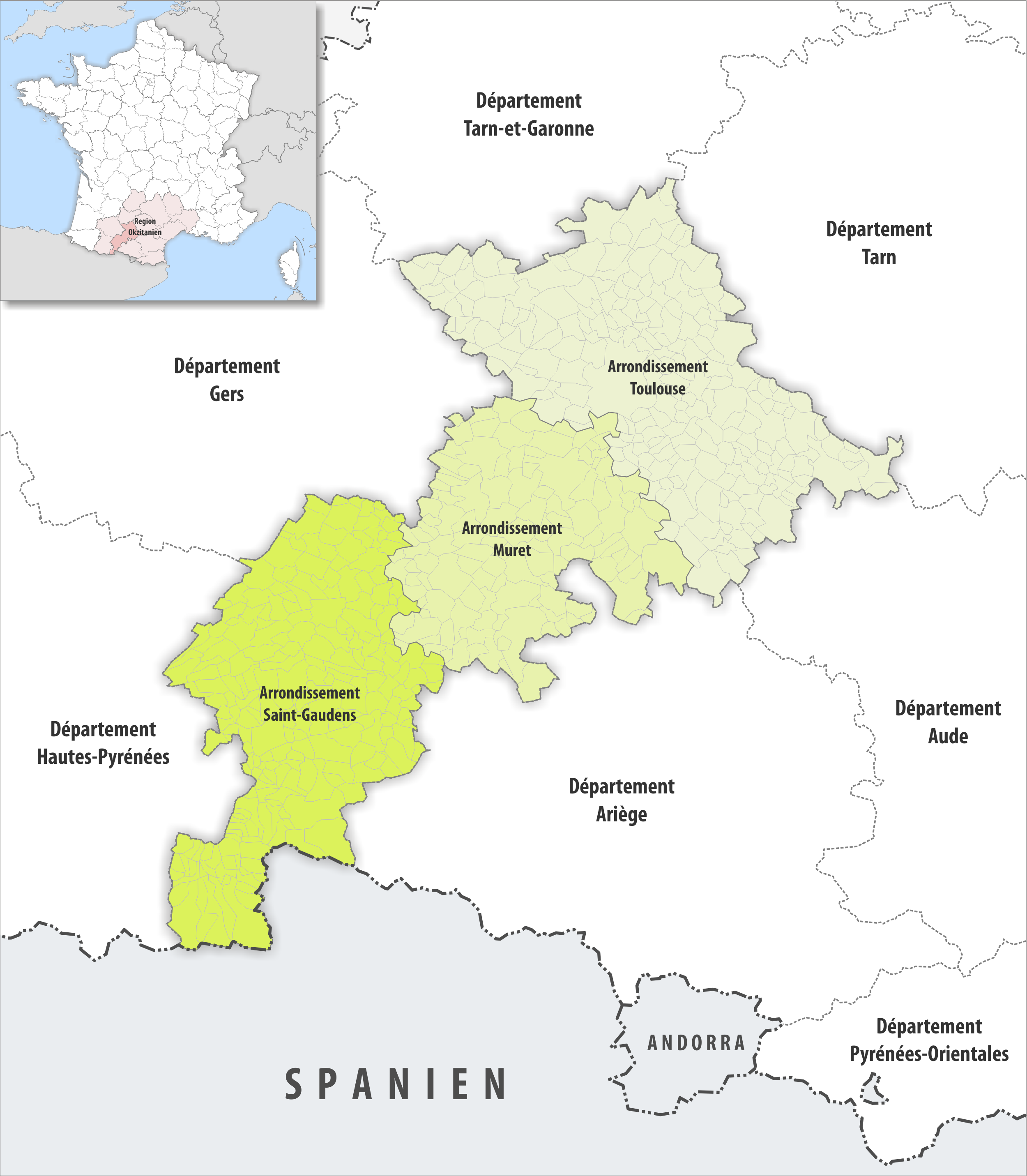
Les arrondissements de la Haute-Garonne en 2019.

Le département français de la Haute-Garonne est subdivisé en trois arrondissements.

## Composition
| Nom                             | Code Insee | Superficie (km2) | Population (dernière pop. légale) | Densité (hab./km2) | Modifier             |
| ------------------------------- | ---------- | ---------------- | --------------------------------- | ------------------ | -------------------- |
| Arrondissement de Muret         | 311        | 1 630,90         | 235 273 (2022)                    | 144                | modifier les données |
| Arrondissement de Saint-Gaudens | 312        | 2 139,60         | 77 429 (2022)                     | 36                 | modifier les données |
| Arrondissement de Toulouse      | 313        | 2 538,90         | 1 143 559 (2022)                  | 450                | modifier les données |
| Haute-Garonne                   | 31         | 6 309,00         | 1 456 261 (2022)                  | 231                | modifier les données |

## Histoire
- 1790 : création du département de la Haute-Garonne avec huit districts : Castelsarrasin, Grenade, Muret, Revel, Rieux, Saint-Gaudens, Toulouse, Villefranche
- 1800 : création des arrondissements : Toulouse, Castelsarrasin, Muret, Saint-Gaudens, Villefranche
- 1808 : suppression de l'arrondissement de Castelsarrasin (détaché pour la création du département de Tarn-et-Garonne)
- 1926 : suppression des arrondissements de Muret et Villefranche
- 1942 : restauration de l'arrondissement de Muret